# Дог-Салмон
Дог-Салмон (англ. Dog Salmon River) — река на юго-западе штата Аляска, США. Приток реки Угашик, которая несёт свои воды в Бристольский залив Берингова моря.
Берёт начало на высоте 299 м над уровнем моря, в долине Алеутского хребта, между горами Чигинагак и Киалагвик. Среди потоков, питающих реку, можно выделить ручьи Фиге-Эйт, Гоблет и Вандеринг. Течёт главным образом в северо-западном направлении через территорию заповедника Аляска-Пенинсьюла. Длина реки составляет 113 км.
В реке водится большое количество кеты, горбуши и мальмы.